# The ReBeatles
The ReBeatles sind eine deutsche Tribute-Band aus Mainz, die Lieder der britischen Band The Beatles nachspielt und aktuelle Hits anderer Künstler im Stil der Beatles präsentiert.

## Geschichte
1994 formierten sich vier Mainzer Studenten zu einer Beatles-Coverband und nannten sich „The ReBeatles“. Der Gitarrist und Sänger Andreas Kohlenberg nimmt hierbei die Rolle des John Lennon an, der gebürtige Berliner Martin Schurig die des Paul McCartney am Bass, der aus Unterfranken stammende Sänger und Gitarrist Edwin Oehl mimt George Harrison, und Tobias Hoffmann trommelt als Ringo Starr.
Was zunächst als Hobby begann, entwickelte sich schnell zum Beruf. Ihre Konzerte führen die Beatles-Imitatoren durch ganz Europa, Asien und ins amerikanische Fernsehen. Ihr erstes Album mit dem Namen Fanthology veröffentlichten die ReBeatles im Jahre 1996. Im Jahr 2009 ersetzte der aus Offenbach stammende Schlagzeuger Christian Schüßler den langjährigen Schlagzeuger Tobias Hoffmann und übernahm die Rolle des Ringo Starr.
2010 produzierte das Unternehmen Sony Music Entertainment mit den ReBeatles anlässlich des 50-jährigen Jubiläums der Beatles die CD Get Back, auf der sich ausschließlich Songs anderer Interpreten befinden, die in Sound und Stilistik den Beatles-Liedern nachempfunden sind, zum Beispiel Poker Face von Lady Gaga. Die ReBeatles fügten bei diesem Projekt ihrem Bandnamen das Wort „Project“ an.
2010 waren die ReBeatles in der vierten Folge der 16. Staffel der amerikanischen Fernsehshow The Amazing Race zu sehen.

## Diskografie
- 1996: Fanthology (Album, Rockwerk Records)
- 2010: Get Back (Album, Ariola)